# Can Jan
|  | Per a altres significats, vegeu «Can Jan (Osor)». |

Can Jan és un habitatge al nucli d'Artés (Bages) notable per una finestra datada al 1582. Es tracta d'una finestra adovellada, emmarcada als laterals per unes columnes estriades de pedra que sobresurten en relleu de les dovelles laterals. Al capdamunt de les dues columnes hi ha un capitell que fa de suport d'un escut que a la vegada serveix de base a la llinda de la finestra. La data (1582) és a la part central de la llinda, gravada dins d'una mena d'escut i a cada costat posa "M - IVAN". L'ampit de la finestra, també de pedra, té el suport de dues mènsules (una per cada columna): a la base esquerra hi ha un cap i a la de la dreta una figura desdibuixada. Tota l'obra és treballada en pedra arenosa.
Can Jan, deuria ésser de les primeres cases edificades al Carrer del Mig, ja que aquest carrer fou edificat bàsicament al s. XVII. Era el carrer més noble del poble que anava en direcció a la plaça del castell.